# Michael Lunardi
Michael Lunardi (* 21. September 1992) ist ein ehemaliger italienischer Skispringer.

## Werdegang
Michael Lunardi gab sein internationales Debüt am 30. September 2006 bei einem Alpencup-Wettbewerb in Oberstdorf. Nach einigen Starts in dieser Wettkampfserie und im FIS-Cup sowie bei den Nordischen Skispielen der OPA 2007 in Courchevel und 2008 in Bois-d’Amont nahm er am 11. Oktober 2008 in Falun erstmals an einem Continentalcup-Springen teil. Kurz darauf gelang ihm im Dezember 2008 in Seefeld mit einem achten Rang die erste Top-Ten-Platzierung in einem Alpencup-Springen. Im Februar 2009 nahm er an den Nordischen Junioren-Skiweltmeisterschaften in Štrbské Pleso und erneut an den Nordischen Skispielen der OPA in Szczyrk teil. Im Jahr 2010 startete er ebenfalls bei den Nordischen Junioren-Skiweltmeisterschaften 2010 in Hinterzarten und am 24. und 25. Juli 2010 gelangen ihm in Štrbské Pleso mit zwei sechsten Plätzen seine ersten Top-Ten-Platzierungen im FIS-Cup. Außerdem nahm er an den Nordischen Junioren-Skiweltmeisterschaften 2011 in Otepää und 2012 in Erzurum teil. Seine jeweils besten Platzierungen bei den Junioren-Weltmeisterschaften waren allerdings nur ein 44. Platz im Einzel 2012 sowie ein siebter Platz im Team 2009 und 2010.
Im Dezember 2013 nahm er an der Universiade in Predazzo teil. Dabei sprang er im Einzel von der Normalschanze auf den 23. Platz und im Einzel von der Großschanze auf den 22. Platz. Am 5. und 6. Juli 2014 belegte er jeweils den 28. Platz beim Continentalcup in Kranj, wodurch er erstmals Punkte in dieser Wettkampfserie holte, was ihm zuvor seit seinem ersten Start im Oktober 2008 nicht gelang. Eine Woche später erreichte er beim FIS-Cup in Villach mit dem dritten Platz seine einzige Podest-Platzierung auf internationaler Ebene. Im Sommer 2014 war er beim Grand Prix in Wisła auch das einzige Mal bei einer Veranstaltung auf höchster internationaler Ebene dabei. Mit einem 60. Platz kam er allerdings nicht über die Qualifikation hinaus. Am 16. und 17. August 2014 belegte er die Ränge 25 und 23 beim Continentalcup in Kuopio und somit seine besten Platzierungen in dieser Wettkampfserie. Außerdem waren dies neben den Springen in Kranj die einzigen Ergebnisse unter den besten 30. Er beendete damit die Sommer-Wertung des Continentalcups 2014/15 mit 20 Punkten auf Platz 84. Im Januar 2015 nahm er erneut an der Universiade in Štrbské Pleso teil, wobei er im Einzel von der Normalschanze den 31. Rang belegte. Seine letzten Auftritte auf internationaler Ebene hatte er bei zwei Continentalcup-Springen am 21. Februar 2015 in Iron Mountain, die er auf den Plätzen 51 und 50 beendete.